# Mauremys japonica
La tartaruga palustre del Giappone (Mauremys japonica Temminck & Schlegel, 1835) è una specie di tartaruga appartenente alla famiglia dei Geoemididi.

## Descrizione
Il carapace, lungo fino a 200 mm, è ovale e presenta una colorazione variabile, che va da un arancione brillante a un marrone scuro, con striature mediali nere o marrone scuro. Il piastrone è spesso totalmente nero. La testa e il collo hanno una colorazione simile a quella del carapace, con grandi macchie nere sul muso e tra gli occhi e il timpano. Le zampe e la coda sono nere o grigio scuro, con una striatura chiara sulle zampe e due sul dorso della coda. Le femmine depongono 5-9 uova per 2-3 covate all'anno; le uova si schiudono dopo circa 70 giorni. La specie ha un'alimentazione onnivora e si nutre di piante acquatiche, frutti, lombrichi, granchi, insetti, pesci e anfibi.

## Distribuzione e habitat
È una specie endemica di alcune isole del Giappone, tra cui Honshu, Kyushu e Shikoku, oltre a diverse isole più piccole adiacenti. Vive in un'ampia varietà di ambienti acquatici, come fiumi, laghi, stagni, paludi e risaie, ed è particolarmente abbondante in ambienti semi-montani.

## Conservazione
Questa tartaruga è minacciata dalla riduzione e dal degrado dell'habitat, legati allo sviluppo del territorio e agli interventi artificiali sulle coste e sui corsi d'acqua interni. Altre minacce derivano dallo sfruttamento a fini commerciali e dalla competizione con specie introdotte che hanno esigenze ecologiche simili.